# Kan du giva ditt hjärta för tidigt åt Gud
Kan du giva ditt hjärta för tidigt åt Gud är en psalm författad av Lina Sandell-Berg. Den har fyra till fem verser i olika psalmböcker. 

## Publicerad som
- Nr 772 i Sionstoner 1889 under rubriken "För ungdom".
- Nr 121 i Svensk söndagsskolsångbok 1908 under rubriken "Inbjudningssånger".
- Nr 574 i Svenska Missionsförbundets sångbok 1920 under rubriken "Ungdomsmission".
- Nr 58 i Samlingstoner under rubriken "Väckelsesånger".
- Nr 104 i Svensk söndagsskolsångbok 1929 under rubriken "Inbjudningssånger".
- Nr 569 i Frälsningsarméns sångbok 1929 under rubriken "Speciella sånger - Ungdomen".
- Nr 569 i Musik till Frälsningsarméns sångbok 1930
- Nr 622 i Sionstoner 1935 under rubriken "Ungdom".
- Nr 550 i Guds lov 1935 under rubriken "Barnsånger".
- Nr 684 i Frälsningsarméns sångbok 1968 under rubriken "Barn Och Ungdom".
- Nr 277 i Sions Sånger 1981 under rubriken "Ungdom".
- Nr 757 i Lova Herren 1988 under rubriken "Barn och ungdom"